# Hazel Findlay
Hazel Findlay (* 3. Mai 1989) ist eine britische Sportkletterin, die für zahlreiche traditionelle und Bigwall-Begehungen in hohen Schwierigkeitsgraden bekannt ist. Sie hat unter anderem den El Capitan viermal auf vier verschiedenen Routen frei geklettert. Das Climbing Magazine verlieh ihr 2013 den Golden Piton Award für traditionelles Klettern, eine der höchsten Auszeichnung für Sportkletterer.

## Kindheit und Jugend
Im Alter von sechs Jahren begann sie mit ihrem Vater Steve Findlay an den Klippen von Pembrokeshire in Wales zu klettern. Sie wurde in der Folge sechsfache nationale Juniorenmeisterin, gab das Wettkampfklettern jedoch im Alter von 16 Jahren zugunsten des traditionellen Kletterns auf.

## Karriere
Insgesamt viermal kletterte Hazel Findlay den El Capitan im Yosemite-Nationalpark frei und zwar auf vier verschiedenen Routen: Golden Gate (2011), Pre-Muir Wall (2012), Freerider (2013) sowie Salathé Wall (2017).
Mit der Erstbegehung von Adder Crack (5.13b R) in Squamish, Kanada, erregte sie 2012 Aufsehen. Im selben Jahr beging sie gemeinsam mit Jack Geldard erstmals die Vorderseite der Aiguille de Saussure, einer Spitze im Mont-Blanc-Massiv in Chamonix, Frankreich.
Als erste Frau kletterte Hazel Findlay 2013 eine traditionelle Route im Grad E9 6c, Once Upon a Time in South West England. Kurz darauf folgte die Route Chicama desselben Grades. Ebenfalls 2013 gelang ihr gemeinsam mit Emily Harrington die Erstbegehung der 20 Seillängen langen Route Babel im Atlasgebirge. Nach diesem erfolgreichen Jahr verlieh ihr das Climbing Magazine den Golden Piton Award für traditionelles Klettern, unter anderem für die Begehungen von Once Upon a Time, Chicama und Freerider.
2017 kletterte sie die Route The Phoenix (5.13- R) onsight, das heisst im ersten Versuch, sowie ihre erste Sportkletterroute im Grad 8c+, Mind Control. Ein Jahr später beging sie als Erste die Route Tainted Love (5.13d R) in Squamish. 2019 gelang Hazel Findlay die dritte Begehung – die erste durch eine Frau – der Route Magic Line, die mit 5.14c R bewertet wird und als eine der schwierigsten der Yosemite Valley gilt.
Im März 2022 kletterte sie erstmals eine mit 9a bewertete Sportkletterroute, Esclatamasters in Oliana, Spanien. Fünf Monate später gelang ihr gemeinsam mit Alex Honnold die Erstbegehung des Ingmikortilaq in Grönland.

## Privatleben
Hazel Findlay studierte an der University of Bristol, wo sie ihr Studium 2011 mit einem Bachelor in Philosophie abschloss. Neben dem Klettern arbeitet sie seither als Mental Training Coach.
Zu ihren Sponsoren gehören Black Diamond Equipment, La Sportiva, Sea to Summit sowie Motion Nutrition.

## Erfolge (Auswahl)

### Traditionelles Klettern
- Air Sweden – 5.13b R – in Indian Creek Canyon, Utah – April 2010 – erste weibliche Begehung.[16]
- Sixty-Nine – E7/8 (5.13b/c R) – in Squamish, Kanada – September 2010 – erste weibliche Begehung.[17]
- San Simeon – E8 6c – in Pembrokeshire, Wales – Mai 2011 – erste weibliche Begehung.
- Once Up on a Time – E9 6c – in South West England – 28. Juni 2011 – dritte Begehung nach Dave Birkett und Charlie Woodburn.[7]
- Adder Crack – 5.13b R – Squamish, Kanada – September 2012 – Erstbegehung.[5]
- Chicama – E9 6c – in Anglesey, Wales – Frühjahr 2013 – erste weibliche Begehung.[2]
- The Phoenix – 5.13- R – Yosemite Valley, Kalifornien – November 2017 – onsight-Begehung.[9]
- Tainted Love – 5.13d R (8b+, E9) – in Squamish, Kanada – April 2018 – erste Begehung.
- Magic Line – 5.14c R (8c+, E10) – in Yosemite Valley, Kalifornien – 26. November 2019 – dritte Begehung nach Ron Kauk (1996) und Lonnie Kauk (2016), erste weibliche Begehung.[11]
- Mission Impossible – E9 7a – Gallt yr Ogof, Ogwen Valley, Wales – 22. September 2020 – erste weibliche Begehung.[18]

### Bigwall
- Golden Gate – 5.13a – am El Capitan, Kalifornien – Oktober 2011 – erste Frauenbegehung, gemeinsam mit Hansjörg Auer, 38 Seillängen.[19]
- Pre-Muir Wall – 5.13c/d – am El Capitan, Kalifornien – Oktober 2012 – Zweitbegehung, gemeinsam mit James McHaffie und Neil Dyer, 33 Seillängen.[1]
- Babel – 5.13- – Atlasgebirge, Marokko – Juni 2013 – gemeinsam mit Emily Harrington, 20 Seillängen, in etwa 16:30 Stunden.[8]
- Freerider – 5.13a – am El Capitan, Kalifornien – Oktober 2013 – freie Begehung, gemeinsam mit James Lucas, 35 Seillängen, innerhalb von drei Tagen.[1]
- Salathé Wall – 5.13b – am El Capitan, Kalifornien – Dezember 2018 – gemeinsam mit Jonny Baker.[4]
- Ingmikortilaq – Grönland – August 2022 – Erstbegehung, gemeinsam mit Alex Honnold.[13]

### Sportklettern
- Fish Eye – 8c (5.14b) – in Oliana, Spanien – 2014.
- Mind Control – 8c+ (5.14c) – in Oliana, Spanien – 2017.[10]
- Esclatamasters – 9a (5.14d) – in Perles, Spanien – 2022.[20]